# 莉西的人生異旅
《莉西的人生異旅》（英語：Lisey's Story）是一部美國恐怖驚悚類型的網路迷你影集，改編自史蒂芬·金創作的小說《莉西的故事》，由J·J·亞伯拉罕開創，帕布羅·拉拉因執導，茱莉安·摩爾領銜出演標題角色。影集於2021年6月4日在蘋果公司的線上串流媒體平台Apple TV+首播。

## 演員與角色
- 茱莉安·摩爾 飾演 莉西·蘭登（Lisey Landon）

- 克萊夫·歐文 飾演 史考特·蘭登（Scott Landon）

- 瓊·愛倫 飾演 阿曼達（Amanda）

- 丹恩·德翰 飾演 吉姆·杜利（Jim Dooley）

- 姜成鎬 飾演 丹·博克曼（Dan Boeckman）

- 珍妮佛·傑森·李 飾演 達拉（Darla）

- 羅恩·西法斯·瓊斯（英语：Ron Cephas Jones） 飾演 達什米爾教授（Professor Dashmiel）

## 集數
| 集數 | 標題          | 譯名           | 導演          | 編劇      | 上線日期      |
| ---- | ------------- | -------------- | ------------- | --------- | ------------- |
| 1    |               | 尋找秘寶       | 帕布羅·拉拉因 | 史蒂芬·金 | 2021年6月4日  |
| 2    |               | 血秘寶         | 帕布羅·拉拉因 | 史蒂芬·金 | 2021年6月4日  |
| 3    |               | 甜蜜樹下       | 帕布羅·拉拉因 | 史蒂芬·金 | 2021年6月11日 |
| 4    |               | 吉姆·丹迪      | 帕布羅·拉拉因 | 史蒂芬·金 | 2021年6月18日 |
| 5    |               | 好兄弟         | 帕布羅·拉拉因 | 史蒂芬·金 | 2021年6月25日 |
| 6    |               | 現在你必須靜止 | 帕布羅·拉拉因 | 史蒂芬·金 | 2021年7月2日  |
| 7    |               | 無風不起浪     | 帕布羅·拉拉因 | 史蒂芬·金 | 2021年7月9日  |
| 8    | Lisey's Story | 莉西的故事     | 帕布羅·拉拉因 | 史蒂芬·金 | 2021年7月16日 |

## 製作

### 開發

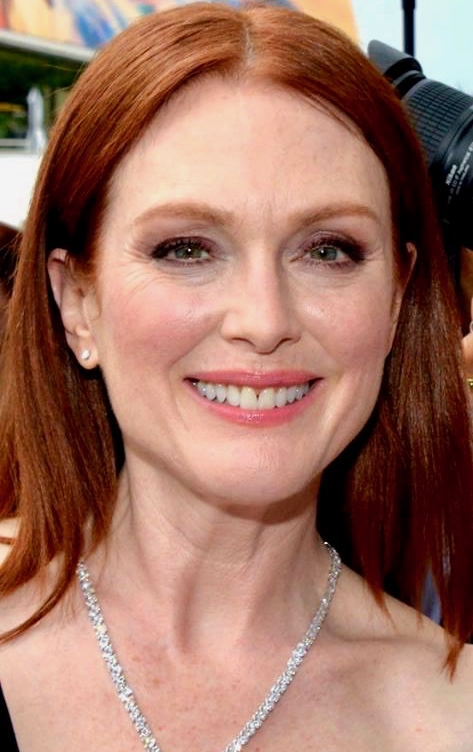
茱莉安·摩爾領銜出演女主角莉西·蘭登，同時擔當執行製片人

2017年8月，史蒂芬·金表示有意將自己的小說改編為電視劇：「《莉西的故事》是其中我喜歡的一部小說，我很樂意在熒幕上看到它，特別是現在的電視和網絡上的在線流媒體服務具有開放性。」2019年4月8日，蘋果公司獲得了這部小說的影視改編發行權，並整季預訂這部全八集的迷你劇，定於Apple TV+首播。全部八集由史蒂芬·金執筆編劇。執行製片人包括史蒂芬·金、茱莉安·摩爾、J·J·亞伯拉罕和班·史蒂芬森。製作公司包括華納兄弟電視公司和亞伯拉罕的壞機器人製片公司。2019年8月，帕布羅·拉拉因確定執導影集。2020年2月，達里歐斯·康治確定擔當攝影指導。

### 選角
隨著影集宣佈確定將開發製作，茱莉安·摩爾確認領銜出演標題角色莉西·蘭登。2019年10月，克萊夫·歐文加入劇組，出演劇中主要角色莉西的丈夫史考特。11月，瓊·愛倫和丹恩·德翰確認出演主要角色。12月，姜成鎬確定參演影集。2020年1月，珍妮佛·傑森·李確定參演影集。2021年2月，蘋果在先導海報中透露羅恩·西法斯·瓊斯參演影集。

### 拍攝
主體拍攝於2019年10月在新澤西州開機。2019年12月，製作組在紐約州的西徹斯特郡取景拍攝。2020年3月中旬，因應2019冠狀病毒病疫情，製作組暫停拍攝作業。2020年9月，主演茱莉安·摩爾透露她已經完成拍攝。

## 發行
2021年1月6日，蘋果宣佈《莉西的人生異旅》定於2021年首播。2月，蘋果釋出首張先導海報，宣佈影集定於2021年中期播出。2021年4月13日，在《浮華世界》雜誌的先導海報宣傳中，《莉西的人生異旅》定於2021年6月4日播出前兩集，餘下各集陸續於每週五釋出。2021年5月11日，蘋果釋出首支預告片。

## 迴響
根据評論匯總网站爛番茄汇总的25篇评论文章，44%的评论家给予该作正面评价，平均打分为6.55分（满分10分）。《莉西的人生異旅》在Metacritic網站上得到「混合或中等評價」，獲得了48/100分（9位影評人）。

## 資料來源
1. 1 2  Hayes, Britt. . Birth.Movies.Death. 2019-08-08  [2021-02-18]. （原始内容存档于2021-04-15） （美国英语）.
2. 1 2 3  Goldberg, Lesley. . The Hollywood Reporter. 2019-04-08  [2019-04-10]. （原始内容存档于2019-04-09） （美国英语）.
3. ↑  . The Futon Critic.   [2021-04-20] （美国英语）.
4. ↑  . Variety. 2017-08-08  [2019-04-10]. （原始内容存档于2019-04-10） （美国英语）.
5. ↑  Motamayor, Rafael. . The Playlist. 2020-02-08  [2020-06-29]. （原始内容存档于2021-04-14） （美国英语）.
6. ↑  Andreeva, Nellie. . Deadline.com. 2019-10-10  [2019-10-10]. （原始内容存档于2019-10-10） （美国英语）.
7. ↑  Andreeva, Nellie. . Deadline.com. 2019-11-20  [2019-11-26]. （原始内容存档于2019-11-25） （美国英语）.
8. ↑  Petski, Denise. . Deadline.com. 2019-11-25  [2019-11-26]. （原始内容存档于2019-11-26） （美国英语）.
9. ↑  Reimann, Tom. . Collider. 2019-12-06  [2021-02-18]. （原始内容存档于2021-04-14） （美国英语）.
10. ↑  Stephen King [@StephenKing].  (推文). 2020-01-16  [2020-06-27] –Twitter （美国英语）.
11. 1 2  Hersko, Tyler. . IndieWire. 2021-02-19  [2021-03-25]. （原始内容存档于2021-04-14） （美国英语）.
12. ↑  . Apple TV+ Press.   [2021-03-31]. （原始内容存档于2021-04-14） （美国英语）.
13. ↑  Tarrazi, Alexis. . Patch. 2019-10-23  [2020-06-29]. （原始内容存档于2021-04-14） （美国英语）.
14. ↑  Kuperinsky, Amy. . NJ.com. 2019-10-24  [2020-06-29]. （原始内容存档于2021-04-14） （美国英语）.
15. ↑  Failla, Zak. . Somers Daily Voice. 2019-12-16  [2020-06-29]. （原始内容存档于2021-04-14） （美国英语）.
16. ↑  Lattanzio, Ryan. . IndieWire. 2020-06-27  [2020-06-29]. （原始内容存档于2021-03-26） （美国英语）.
17. ↑  Motamayor, Rafael. . The Playlist. 2020-06-27  [2020-06-29]. （原始内容存档于2021-04-14） （美国英语）.
18. ↑  Julianne Moore [@juliannemoore]. . 2020-09-23 –Instagram （美国英语）.
19. ↑  . Apple Inc. (新闻稿). 2021-01-06  [2021-01-21]. （原始内容存档于2021-01-06） （美国英语）.
20. ↑  Breznican, Anthony. . Vanity Fair. 2021-04-13  [2021-04-13]. （原始内容存档于2021-04-14） （美国英语）.
21. ↑  Sharf, Zack. . IndieWire. 2021-04-13  [2021-04-13]. （原始内容存档于2021-04-14） （美国英语）.
22. ↑  Alter, Rebecca. . Vulture. 2021-05-11  [2021-05-12]. （原始内容存档于2022-12-25） （美国英语）.
23. ↑  . Rotten Tomatoes. Fandango Media.   [2021-06-04] （美国英语）.
24. ↑  . Metacritic. Red Ventures.   [2021-06-04] （美国英语）.

## 外部連結
- 互联网电影数据库（IMDb）上《莉西的人生異旅》的资料（英文）